# القوة الجوية الأوكرانية
القوات الجوية الأوكرانية (الأوكرانية: Повітряні Сили України، Povitryani Syly Ukrayiny) هي جزء من القوات المسلحة لأوكرانيا. وتقع قيادة القوات الجوية الأوكرانية والمقر الرئيسي في مدينة فينيتسا. وعندما تفكك الاتحاد السوفياتي في عام 1991، غادر عدد كبير من الطائرات على الأراضي الأوكرانية. منذ ذلك الحين، كانت القوات الجوية الأوكرانية ورفع مستوى تقليص قواتها. ولكن على الرغم من هذه الجهود، فإن المخزون الرئيسي للقوة الجوية وتتألف من طائرات سوفيتية الصنع. حاليا 100,000 أفراد وطائرات 817 في الخدمة في القوات الجوية الأوكرانية وقوات الدفاع الجوي. [1] [2] وقد تم اتخاذ كافة قارات والقاذفات الاستراتيجية من الخدمة (ولكن بعض أعطيت لروسيا).

## البعثة
المهام الرئيسية للقوات الجوية لأوكرانيا هي: الفوز التنفيذية التفوق الجوي، وتقديم الضربات الجوية ضد وحدات العدو والمرافق، والتي تغطي الغارات الجوية ضد قوات العدو، وتوفير الدعم الجوي للقوات البرية والبحرية، وتعطيل العدو العسكرية وإدارة الدولة، إتلاف وتدمير العدو الاتصالات، وتوفير الدعم عن طريق الجو في شكل استطلاع، يسقط الجوية والقوات ونقل البضائع.
المهمة الرئيسية للقوة الجوية لحماية المجال الجوي لأوكرانيا. خلال زمن السلم، ويتم ذلك عن طريق بعثات المراقبة الجوية تحلق في الفضاء فوق كامل أراضي أوكرانيا (603700 كلم مربع)، ومنع تسرب الهواء على طول حدود الفضاء الجوي (التي بلغت ما يقرب من 7000 كم، بما فيها 5600 كم من الأراضي و1400 كيلو متر من سطح البحر). كل يوم واحد، يتم استدعاء موظفي الخدمة أكثر من 2200 وموظفين مدنيين يعملون في القوات الجوية، وتوظيف 400 من عناصر الأسلحة والمعدات، لأداء الواجبات الدفاعية. في المتوسط، والقوات الأوكرانية رادار كشف وتتبع أكثر من 1000 الأهداف اليومية. نتيجة لذلك، في عام 2006 تم منع اثنين من المعابر غير الشرعية على حدود الدولة، ومنعوا 28 انتهاكات للمجال الجوي الأوكراني. نظرا لزيادة تعزيز هذه السيطرة الفضاء الجوي، وعدد من انتهاكات المجال الجوي انخفضت بنسبة 35 ٪ مقارنة مع السنة السابقة، على الرغم من أن مقدار زيادة حركة الملاحة الجوية بنسبة 30 ٪. [3]

## التاريخ

### انهيار الاتحاد السوفياتي
تأسست القوات الجوية الأوكرانية يوم 17 مارس، 1992، وفقا لتوجيهات من رئيس الأركان العامة للقوات المسلحة. خدم في المقر الرئيسي للجيش الجوية 24 تابعة لسلاح الجو السوفياتي في فينيتسا كأساس لإنشاء قيادة سلاح الجو. كانوا حاضرين أيضا في التربة الأوكرانية وحدات السوفياتي السابق 5، 14، 17 والجيوش الجوية. ورثت سلاح الجو الجديد عددا من طراز توبوليف تو 160 «العوامة» والتي استندت في Pryluky ولكن الآن عاد إلى روسيا أو تفككت، باستثناء طائرة واحدة أن يبقى على الشاشة في بولتافا. أوكرانيا تعمل أيضا توبوليف تو 22Ms وكذلك طراز توبوليف تو - 95s لفترة ما بعد انهيار الاتحاد السوفياتي، ولكن هذه كلها قد ألغت، باستثناء حفنة المعروضة في المتاحف.

### القوة الجوية الحالية

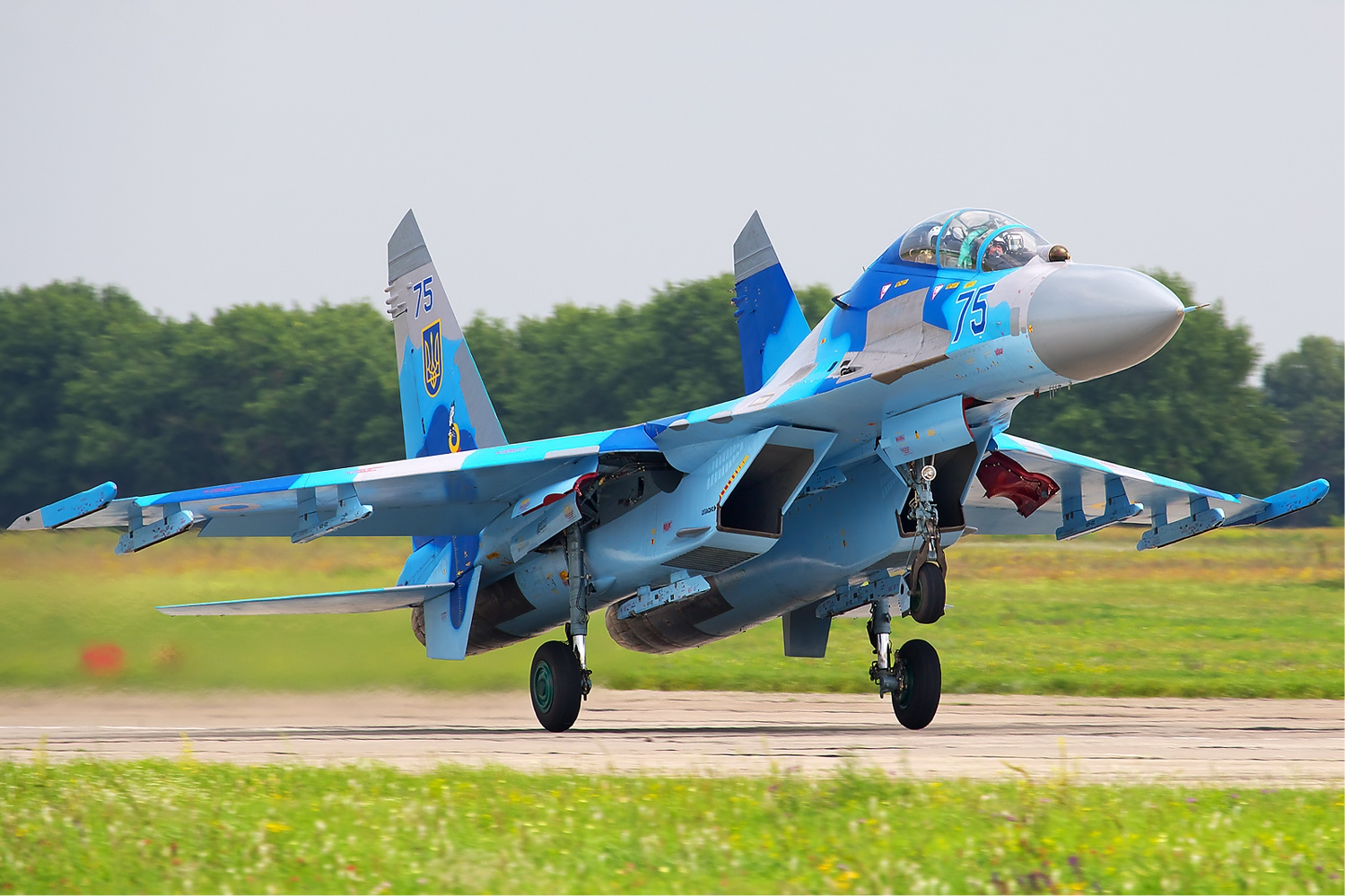
سو-27 in July 2011.

المعهد الدولي للتقديرات دراسات الاستراتيجية ان أوكرانيا لسلاح الجو تضم ثلاثة سوخوي سو 24 أفواج، و7 أفواج مع 29S من طراز ميج ميكويان وسوخوي سو 27 وفوجين مع سوخوي سو 25 وفوجين مع 29 سو 24MR النقل الثلاثة، أفواج، وبعض أسراب طائرات الهليكوبتر الدعم، واحدة للتدريب فوج طائرات الهليكوبتر، وخمسة أفواج التدريب الجوي مع 120 L - 39 الباتروس. يتم تجميعها في سلاح الطيران و5 14، وفريق الطيران 35، وهو دور متعدد السريع تشكيل رد فعل، وأمر الطيران التدريب. ويقيم المعهد الحجم العام للقوة وطائرة 817 من جميع الأنواع والأفراد 49100. مصادر روسية الاختلاف، وقائمة المجموعات الطيران الثلاث (الغربية والجنوبية، ومركز). [4] [الاقتباس كسر]

### التطورات والإصلاحات
في عام 2006، وقد أغلقت عددا كبيرا من الأسلحة والمعدات الشيخوخة من الخدمة العسكرية من قبل سلاح الجو. يقدم هذا فرصة لاستخدام الأموال المفرج عنها في تحديث مختلف بنود الطيران والمدفعية المضادة للطائرات الأسلحة والمعدات، ومعدات اتصال لاسلكى، وهروب معدات الصيانة، فضلا عن تحسين تدريب العاملين في القوات الجوية.
وقد تم اعتماد النظم الآلية لجمع ومعالجة ونقل المعلومات اللاسلكية كجزء مكون للقيادة ونظام التحكم الآلي في الطيران والدفاع الجوي. كما تم اختبار الخدمة التشغيلية للمحطة رادار المراقبة الدائرية المكتملة. وقد تم إنشاء نماذج من نظم الأسلحة عالية الدقة وأجهزة الحرب الإلكترونية، ومعدات الملاحة وضعت لاختبار الدولة.
كانت AN - 24 - 26 والطائرات، فضلا عن أنظمة المدفعية المضادة للطائرات من طراز S - 300 و«M1 بوك»، وتحديث مستمر، ولقد تم تمديد حياتها الخدمة. أساس التنظيمية والوسائل التكنولوجية لتحديث طراز ميج 29، من طراز Su - 24، سو 25 سو - 27، وقد تم إنتاج L - 39. نظرا التمويل الكافي من البرلمان الأوكراني، والمجمع الصناعي وزير الدفاع الأوكراني، وذلك بالتعاون مع الشركات الأجنبية والشركات المصنعة، قادر على تجديد كامل ترسانة طائرات من القوات المسلحة الأوكرانية.
وعملية إعادة التنظيم الهيكلي للقوة الجوية على النحو أهداف لنفسها بما فيه الكفاية خفض العدد الإجمالي للقيادة والتحكم في مستويات، وزيادة كفاءة عمليات القيادة والسيطرة. إعادة تنظيم عناصر القيادة والسيطرة للقوة الجوية لا تزال جارية. كانت الخطوة الأولى من هذه المنظمة للانتقال من الأوامر الموجودة في الهواء القيادة والسيطرة (C2)، ونظم مركز التحذير.
هذا لن يساعد فقط القضاء على الازدواجية في مستويات القيادة والسيطرة، ولكن سوف يساهم أيضا في زيادة المركزية للنظام القيادة والسيطرة، وظائف متعددة للقيادة وعناصر التحكم، وفعالية الاستجابة لتغير الظروف الجوية. وشهد عام 2006 تعريف وظائف ومهام وتنظيم وعمل المركز وC2 تحذير فضلا عن آلية للتفاعل مع إنشاء مركز العمليات الجوية وقيادة العمليات المشتركة. خلال ممارسة القيادة والأركان واحدة من أوامر للقوات الجوية ومراقبة تنفيذها في الواقع من «مركز تحذير وC2 -- تشكيل (وحدة)» مستوى.

### الخطط المستقبلية
في عام 2005، كانت تخطط لإعادة هيكلة اتحاد العمل النسائي، في محاولة لتحسين الكفاءة. وعلاوة على ذلك، وأوكرانيا، وتخطط لوضع المزيد من الطائرات النفاثة المتقدمة في الخدمة في السنوات القادمة. ربما شراء أحدث SU 27s وميغ 29S من روسيا. وهذا يعني أن ما يقرب من عام 2012، سيتعين على أوكرانيا أن تتخذ خطوات جريئة لإنشاء طائرة مقاتلة جديدة أو شراء عدد كبير من الطائرات المقاتلة الموجودة.

## الموظفين

### التدريب

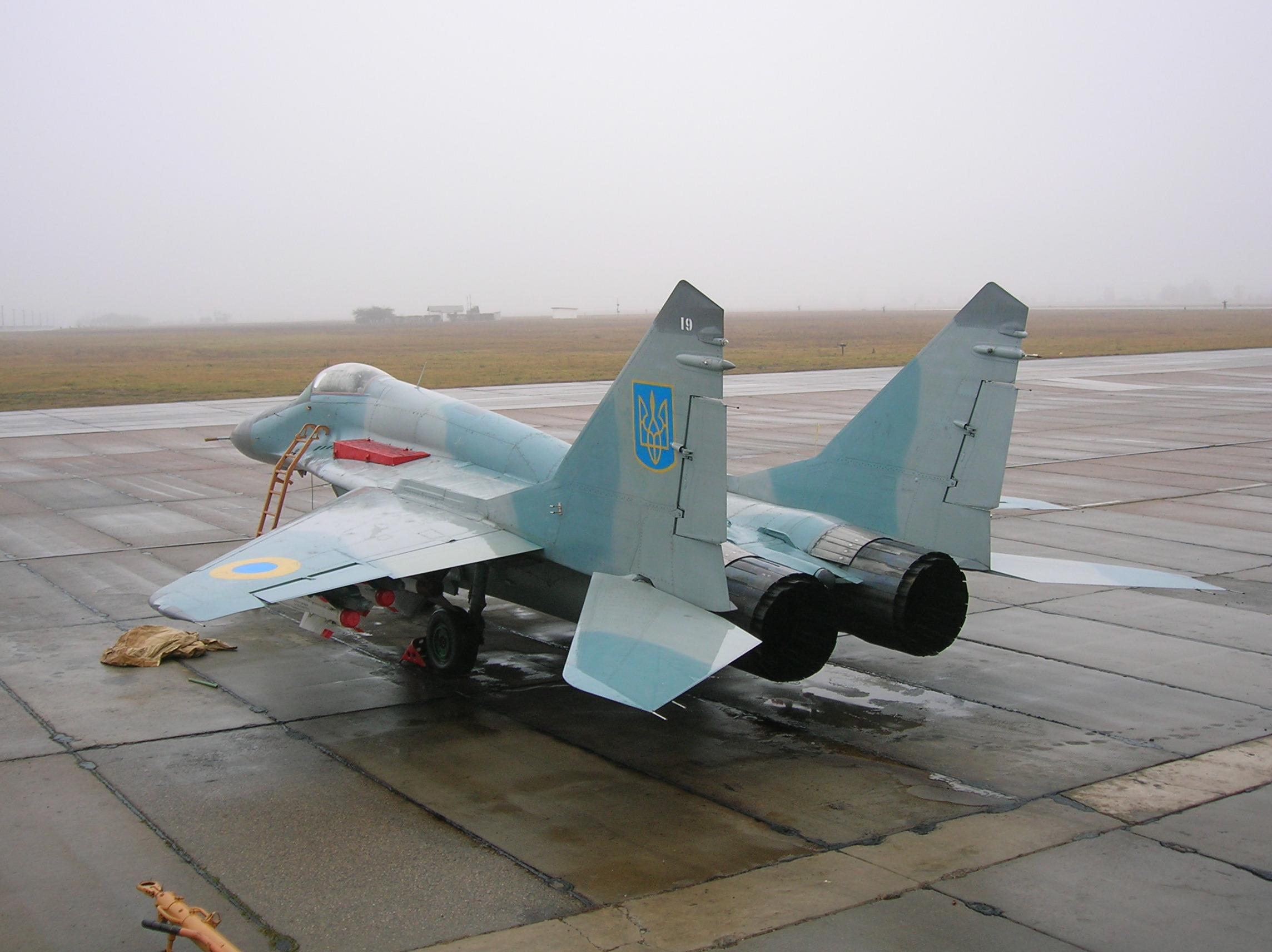
Ukrainian MiG-29

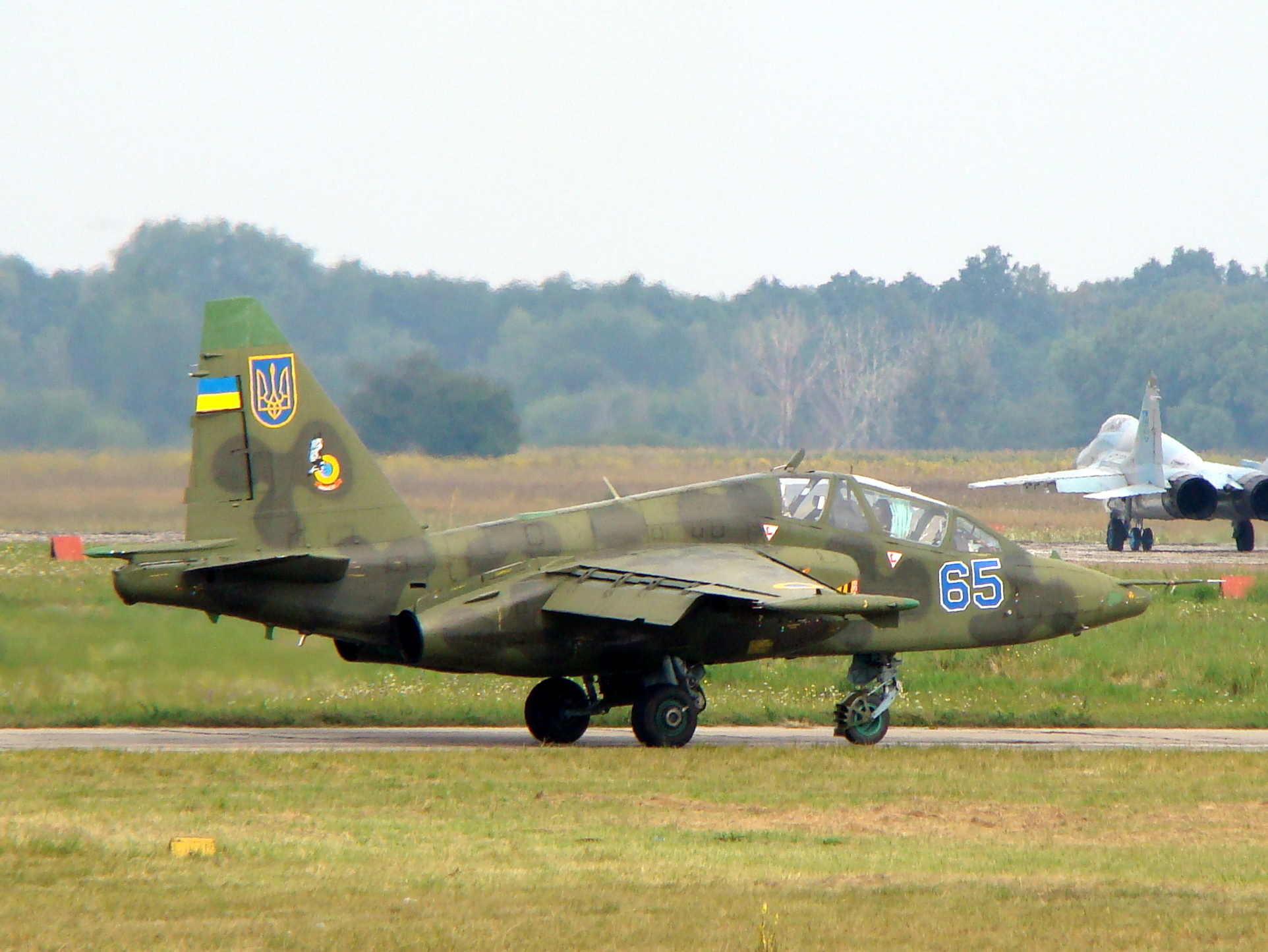
Ukrainian Su-25UB

وقد اتخذت أنشطة التدريب على حرف جديدة نوعيا بسبب تعقيدها، بما في ذلك العمل المتزامن لجميع فروع الطيران سلاح الجو، المدفعية المضادة للطائرات وقوات الرادار في العمل الجماعي وثيق مع وحدات من القوات المسلحة الأخرى في القوات المسلحة. وقد شمل التدريب العملي ومكافحة الأنشطة التالية:-
- كان أداء وحدات الطيران أكثر من 6000 في سيناريوهات المهام القتالية (بما في ذلك معارك جوية وأكثر من 1500 اعتراض، 629 من إطلاق النار على اهداف برية والتفجيرات 530، 21 تطلق القذائف الجوية، 454 المهام في المراقبة الجوية، 454 المحمولة جوا الهبوط، 740 عمليات النقل الجوي، 575 رحلة التحولات لما مجموعه 10553 ساعة طيران)؛
- وقد تم القيام بخمس مهمات تكتيكية تحلق في سرب، و14 في زوج و5 في منظمة الطيران خارج لأداء المهام القتالية المسندة إليها، كما تم تدريب 54 طيارا لأداء مهام محددة في الظروف الجوية الصعبة؛
- وقد تضاعف عدد طواقم الرحلات يجري تدريبهم للدفاع عن المجال الجوي للبلاد، والعمليات الجوية لمكافحة الإرهاب تقريبا من 46 في عام 2005 إلى 90 في عام 2006 ؛ وحدات من قوات المدفعية المضادة للطائرات رادار ونفذت 50 المناورات التي تشمل إعادة الانتشار، مع كل مشغل تتبع 70 و140 أهداف الحقيقية والمحاكاة، على التوالي.

في أوائل سبتمبر من عام 2007، قامت القوات الجوية الأوكرانية والتدريب الأكثر واسعة النطاق لطائراتها حتى الآن. كما وزير الدفاع الأوكراني، أناتولي هريتسينكو ذكر «ان معظم واسعة النطاق خلال ال 16 سنة كاملة من استقلال أوكرانيا، تم تنظيم دورة تدريبية للطائرات القتال، والتي تدافع عن مجالنا الجوي، من خلال 4-05 سبتمبر». وفقا له، والوفاء بها 45 معركة إطلاق صواريخ «جو الهواء»، من أصل 22 منهم خلال النهار و23—ليلا. وأكد 35 الطيارين مهاراتهم العالية خلال التدريب. وأكد أنه تم هريتسينكو تصل إلى 100 ٪ من الأهداف الجوية. [3] [5]

### تدريب المشترك
التدريب المشترك للقوات الجوية لأوكرانيا والقوة الجوية التابعة للاتحاد الروسي في السيطرة العملية للدفاع الجوي من القوات الاحتياطية أصبحت أكثر انتظاما. وعلاوة على ذلك، فقد تحقق التوافق بين القوى في أوكرانيا وعناصر القيادة والسيطرة للدفاع الجوي للاتحاد الروسي خلال رصد وتتبع، وتحييد للأهداف الجوية خلال محاكاة الهجمات الإرهابية.

### قوات الدفاع الجوي
قوة الدفاع الجوي هي خدمة جديدة نسبيا داخل القوات المسلحة، التي أنشئت في الفترة 2004-2005، من خلال دمج القوات الجوية وقوات الدفاع الجوي. سمح للقوات المسلحة لأوكرانيا لاعتماد الهيكل ثلاثي الخدمة المشتركة للجيوش الحديثة.
الدفاع الجوي في أوكرانيا ينفذ المهام الرئيسية في حماية سيادة أوكرانيا وحرمة حدودها ومجالها الجوي. وقد حددت بوضوح وظائف في وقت السلم وزمن الحرب على حد سواء، ويهدف إلى منع أي العدو الجوية والضربات الصاروخية للدفاع عن أهم المراكز الإدارية والسياسية والصناعية، للمساعدة في تركيز وحدات الجيش والبحرية، لاعتراض الطائرات المعادية والأهداف العسكرية الأخرى، وحماية ضد العدو الجوية وضربات صواريخ كروز.

## هيكل

Ukrainian Air Commands:
Air Command West
Air Command Center
Air Command South

بنية كاملة للقوات الجوية الأوكرانية.
- تدريب
- الفضاء الوطنية الجامعة «جامعة خاركوف للطيران»—203 تدريب لواء الطيران Chuguyiv، خاركيف أوبلاست. L - 39، AN - 26.
- الجامعة الوطنية للطيران—كلية إعداد العسكري، كييف—كلية القوة الجوية، Vasilkov، كييف.
- مركز التدريب المشترك—فوج من التحكم فيها عن بعد المركبات الجوية (الطائرات بدون طيار استطلاع)
- القيادة الجوية الغربية
- 1 اذاعة واء. Lipnik ولفيف أوبلاست.
- 76 فوج واحد الاتصالات والإدارة، لفيف
- 114 التكتيكي واء الطيران (Ivano-Frankivsk. من طراز ميج 29)
- 7 التكتيكي واء الطيران (Starokostyantiniv، خميلنيتسكي أوبلاست. سو 24M، Su24MR).
- 456 الاعتداء فوج (456 حالات العسر الشديد) (Chortkiv، ترنوبل أوبلاست. سو 25)
- 223 المضادة للطائرات فوج مدفعية (Stryi ولفيف أوبلاست. بوك - M1)
- 11th المضادة للطائرات فوج مدفعية (Shepetivka، خميلنيتسكي أوبلاست. بوك - M1)
- 540 المضادة للطائرات فوج مدفعية (Kamenka - Buzskaya ولفيف أوبلاست. S - 200، S - 300)
- "LDARZ" الطيران الدولة محطة الصيانة (لفيف)
- مركز القيادة الجوية

31 قيادة فوج منفصلة والاتصالات
؟ اذاعة مستقلة لواء (Vasilkov، كييف).
40 لواء الراديو منفصل (خاركوف)
40 لواء الطيران التكتيكي (Vasilkov، كييف. ميغ 29)
831 التكتيكي واء الطيران (Mirgorod، بولتافا أوبلاست. سو 27)
9 التكتيكي واء الطيران (Ozerne، زيتومير أوبلاست. ميغ 29)
25 لواء الطيران النقل (ميليتوبول، زابوروجي. إليوشن إي أل-78 إليوشن إي أل-76
15 لواء الطيران النقل (بوريسبول، كييف أوبلاست. AN - 30، توبوليف 134، An-24/26، من طراز MI - 8)
456 النقل واء الطيران (Gavryshevka، فينيتسا أوبلاست. AN - 26 وMi - 8)
96 المضادة للطائرات لواء المدفعية (Danilovka، كييف. S - 200. S - 300)
137 المضادة للطائرات لواء المدفعية (أومان، شيركاسي أوبلاست. S - 300)
120 المضادة للطائرات لواء المدفعية (Kharkiv. S - 300)
302 المضادة للطائرات فوج مدفعية (Kharkiv. S - 300)
108 المضادة للطائرات فوج مدفعية (Zolotonosha. شيركاسي أوبلاست. بوك - M1)
138 المضادة للطائرات فوج مدفعية (Dnipropetrovsk. S - 300)
156 المضادة للطائرات فوج مدفعية (ودونيتسك أوبلاست وهانسك. بوك - M1)
3 مضاد للطائرات فوج مدفعية (Pervomaysk، ميكولايف أوبلاست. S - 300)
"CHARZ" إصلاح الطيران النباتات (Chuhuiv، خاركيف أوبلاست)
"Aviokon" إصلاح الطيران النباتات (Konotop، سومي أوبلاست)
- الهواء القيادة الجنوبية

43 فوج الاتصالات منفصلة والإدارة (أوديسا)
14 فريق الراديو منفصل (أوديسا)
299 التكتيكي واء الطيران (Kulbakino، ميكولايف أوبلاست. سو 25)
فصل مختلط 28 سرب الطيران (Kulbakino، ميكولايف أوبلاست. L - 39، سو 24M، سو 25)
160 المضادة للطائرات لواء المدفعية (Odessa. S - 300، S - 200)
208 لواء الحرس المدفعية المضادة للطائرات (Kherson. S - 300، S - 200)
301 المضادة للطائرات فوج مدفعية (نيكوبول، دنيبروبيتروفسك أوبلاست. S - 300)
"NARP" إصلاح الطائرات النبات (ميكولايف)
- مهمة قوة «القرم»

فريق الراديو منفصل (Lyubimovka قرب سيفاستوبول) 204 التكتيكي ولواء الطيران (Belbek، بالقرب من سيفاستوبول. ميغ 29) 174 المضادة للطائرات فوج مدفعية (Dergachi بالقرب من سيفاستوبول. وS - 300) 50 المضادة للطائرات فوج مدفعية (Feodosiya. S - 300، S - 200) 55 المضادة للطائرات فوج مدفعية (Yevpatoriya. بوك - M1).

## طائرات الجرد
| الطائرة             | الصورة      | بلد الاصل                   | النوع             | الاصدار                                           | العدد في الخدمة | ملاحظات |
| طائرة تدريب         | طائرة تدريب | طائرة تدريب                 | طائرة تدريب       | طائرة تدريب                                       | طائرة تدريب     | طائرة تدريب |
| ------------------- | ----------- | --------------------------- | ----------------- | ------------------------------------------------- | --------------- | --- |
| آيرو إل-39 ألباتروس |             | تشيكوسلوفاكيا               | تدريب             | L-39/L-39M1                                       | 39              | 3 L-39M1 Ukrainian upgrade(1 in 2011, 2 in June 2012). In 2012 will be repaired 12 aircraft (2 will receive in June), 4 will be modernized |
| طائرة مقاتلة        |             |                             |                   |                                                   |                 | |
| ميغ-29              |             | الاتحاد السوفيتي            | طائرة مقاتلة      | MiG-29 MiG-29S MiG-29A MiG-29M MiG-29UB MiG-29MU1 | 80              | Around 100 in reserve. 5 MiG-29MU1 Ukrainian upgrade(1 in 2011). Additional was renovated 2 aircraft in 2012.                              |
| سوخوي سو-27         |             | الاتحاد السوفيتي            | مقاتلة تفوق جوي   | Su-27 Su-27S Su-27C Su-27P Su-27UB                | 16              | Total 70. Only 16 are in full combat readiness, others are in reserve. 2 were repaired, 2 more will be repaired till the end of 2012       |
| طائرة هجومية        |             |                             |                   |                                                   |                 | |
| سوخوي سو-24         |             | الاتحاد السوفيتي            | قاذفة قنابل       | Su-24                                             | 40              | Total 120 Su-24, some Su-24M, only 25 in service, other are in conservation 1 Su-24M will be repaired                                      |
| دعم جوي قريب        |             |                             |                   |                                                   |                 | |
| سوخوي سو-25         |             | الاتحاد السوفيتي            | Close air support | Su-25 Su-25UB Su-25K Su-25UTG Su-25M1 Su-25UBM1   | 36              | 4 Su-25M1 and 1 Su-25UBM1 Ukrainian upgrade(received in 2010-2011).                                                                        |
| طائرة نقل           |             |                             |                   |                                                   |                 | |
| إليوشن إي أل-76     |             | الاتحاد السوفيتي            | طائرة نقل         | Il-76                                             | 20              | |
| أنتونوف أن-24       |             | الاتحاد السوفيتي            | طائرة نقل         | An-22                                             | 13              | |
| أنتونوف أن-26       |             | الاتحاد السوفيتي            | طائرة نقل         | An-26                                             | 28              | Several upgraded as An-26 "Vita" flying hospitals                                                                                          |
| أنتونوف أن-70       |             | أوكرانيا                    | طائرة نقل         | An-70                                             | 2               | |
| استطلاع             |             |                             |                   |                                                   |                 | |
| سوخوي سو-24         |             | الاتحاد السوفيتي            | استطلاع           | Su-24MR                                           | 23              | |
| مروحية              |             |                             |                   |                                                   |                 | |
| مي-2                |             | الاتحاد السوفيتي / أوكرانيا | مروحية تدريب      | Mi-2                                              | Ordered.        | Modernized by the Ukrainian Air Force, will enter the serial modernization/production in late 2011.                                        |
| مي-8                |             | الاتحاد السوفيتي / أوكرانيا | مروحية نقل        | Mi-8                                              | Ordered.        | Modernized by the Ukrainian Air Force, will enter the serial modernization/production in late 2011.                                        |
| مي-17               |             | الاتحاد السوفيتي            | مروحية نقل        | Mi-17                                             | 100             | |
| مي-24               |             | الاتحاد السوفيتي            | مروحية هجومية     | Mi-24                                             | 48              | |

## طائرات السابقة

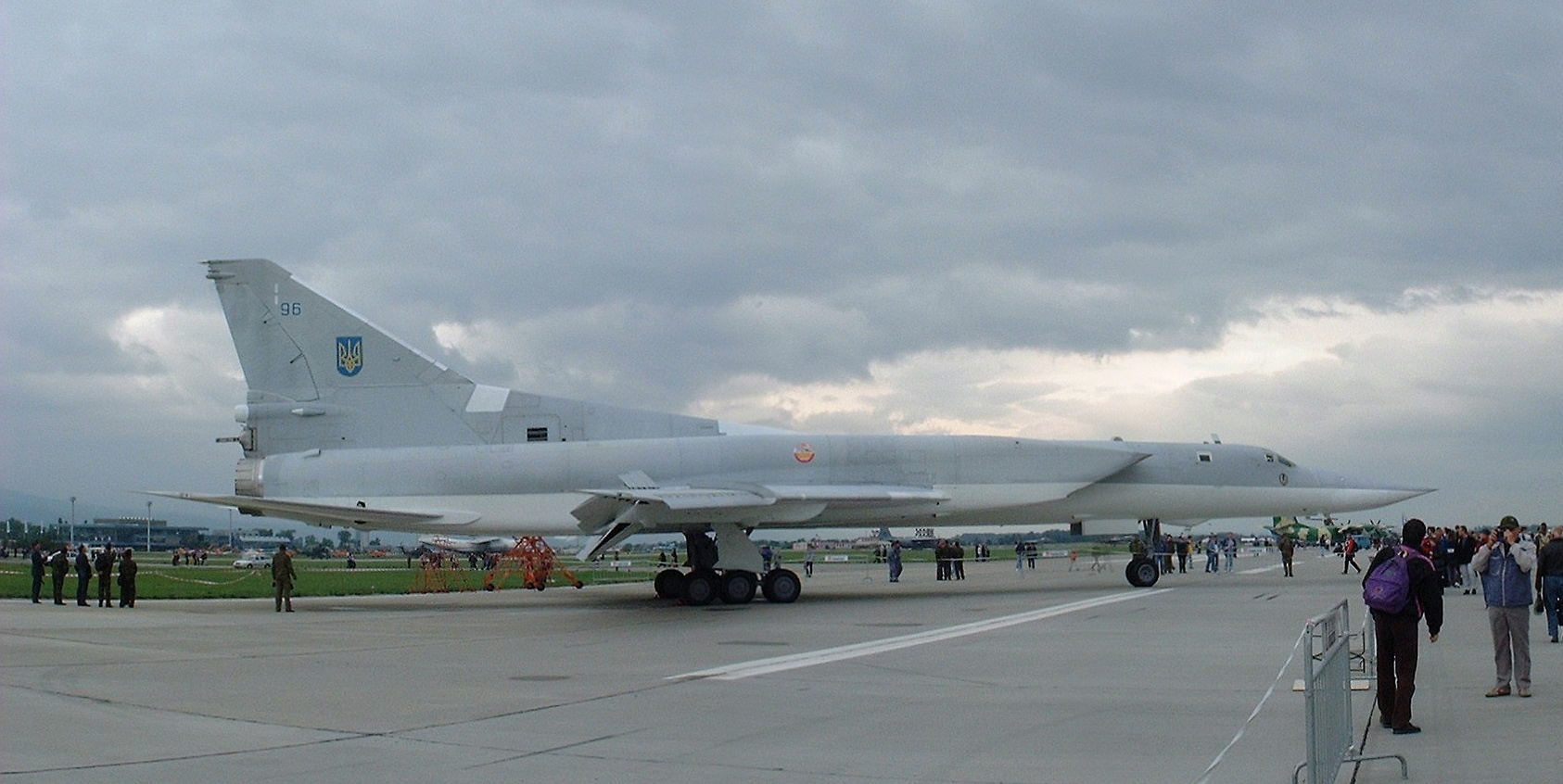
أوكرانيا السابقة توبوليف 22M

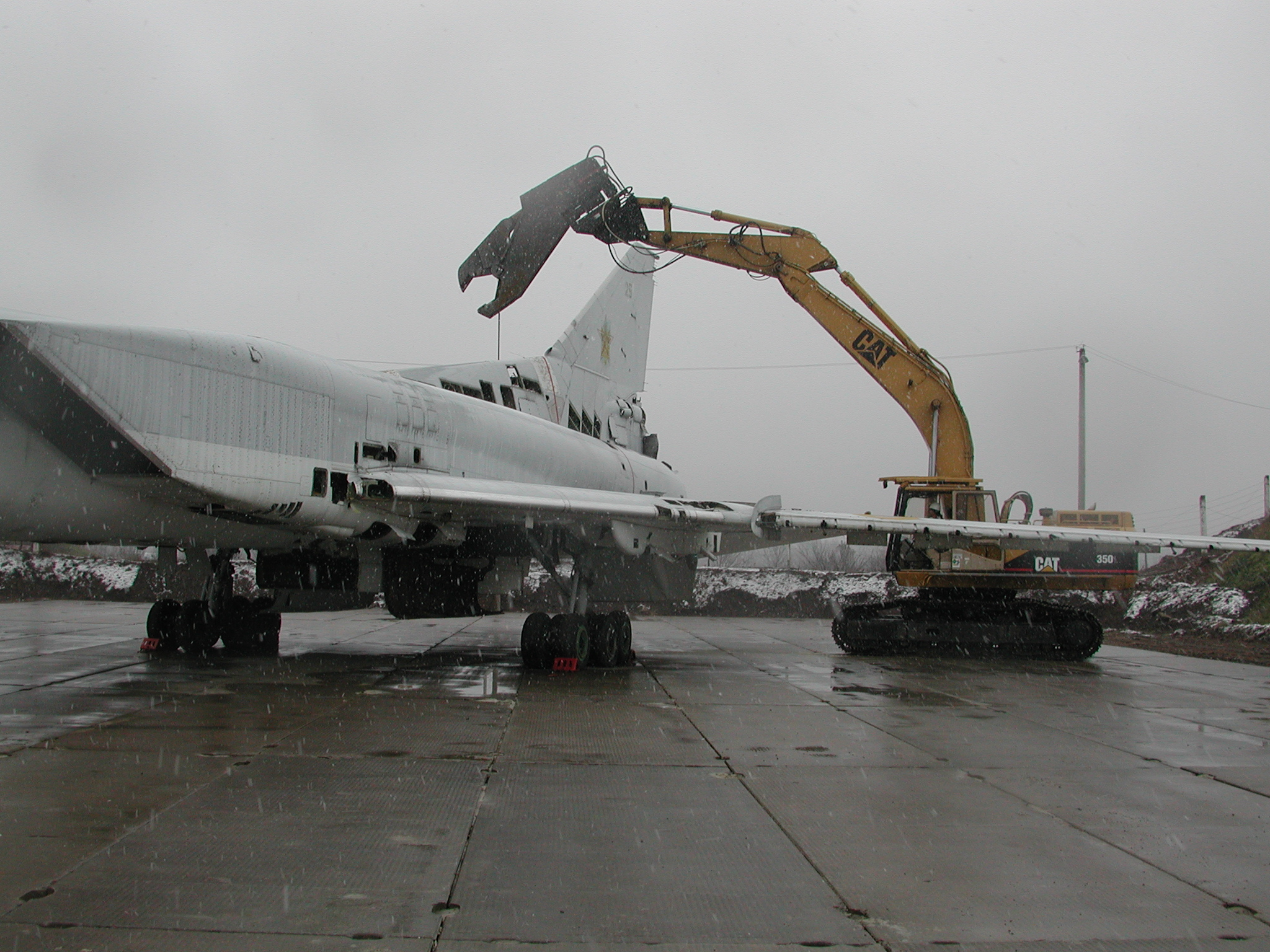
يجري ألغت توبوليف 22M نتيجة لتخفيض نفقات الدفاع في الجيش الأوكراني

| Aircraft    | Origin           | Type        | Versions | In service |
| ----------- | ---------------- | ----------- | -------- | ---------- |
| ميغ-21      | الاتحاد السوفيتي | مقاتلة      | MiG-21   | Former     |
| ميغ-23      | الاتحاد السوفيتي | مقاتلة      | MiG-23   | Former     |
| ميج-25      | الاتحاد السوفيتي | اعتراضية    | MiG-25   | Former     |
| ميج-27      | الاتحاد السوفيتي | هجومية      | MiG-27   | Former     |
| سو-15       | الاتحاد السوفيتي | اعتراضية    | Su-15    | Former     |
| سو-17       | الاتحاد السوفيتي | مقاتلة      | Su-17    | Former     |
| ياك-28      | الاتحاد السوفيتي | قاذفة قنابل | Yak-28   | Former     |
| تو-16       | الاتحاد السوفيتي | قاذفة قنابل | Tu-16    | Former     |
| تو-22       | الاتحاد السوفيتي | قاذفة قنابل | Tu-22    | Former     |
| تي يو-22 إم | الاتحاد السوفيتي | قاذفة قنابل | Tu-22M3  | Former     |
| تو-95       | الاتحاد السوفيتي | قاذفة قنابل | Tu-95    | Former     |
| تي يو-160   | الاتحاد السوفيتي | قاذفة قنابل | Tu-160   | Former     |